# イソオイゲノール
イソオイゲノール (isoeugenol) は、フェニルプロペンの一種であり、プロペニル基置換型グアイアコールである。フェニルプロパノイドの一種であり、イランイランといった植物の精油に含まれている。オイゲノールから合成することが可能であり、バニリンの工業的生産に使用されている。シス (Z) あるいはトランス (E) 異性体のいずれの異性体でも存在する考えられる。トランス (E) イソオイゲノールは結晶性であるのに対して、シス (Z) イソオイゲノールは液体である。